# 二(三氟甲基)硫
二(三氟甲基)硫是一种有机硫化合物，化学式为CF3SCF3，最初于1952年被报道，它是CF3C≡SF3的同分异构体。

## 合成与反应
二(三氟甲基)硫可由二(三氟甲基)二硫在400 °C以上热分解制得。它和二氟化银在150~225 °C反应，生成四氟化碳和三氟甲基五氟化硫。它和CH3OSO+MF6−在液态二氧化硫中反应，可以得到CH3S(CF3)2+MF6−（M=As, Sb）。